# 卡路士·巴卡
卡路士·阿杜路·巴卡·艾曉馬達（西班牙語：Carlos Arturo Bacca Ahumada，1986年9月5日—），哥倫比亞職業足球員，司職前锋，現效力於哥倫比亞足球甲級聯賽球隊青年體育會，也代表哥倫比亞國家隊出战国际比赛。他至2010年起入選哥倫比亞國家隊，並隨隊出戰2014年世界盃足球賽。

## 球會生涯

### 巴蘭基亞青年
巴卡的職業生涯從2006年加入巴蘭基亞青年開始，在剛加入沒多久時，巴卡比較少有機會上場，當時巴卡還兼職公車剪票員，增加收入來養活原本貧窮的家庭。2011年，因為巴卡在巴蘭基亞青年的表現，讓許多歐洲球隊有意願網羅他，包括莫斯科火車頭與切沃，巴卡甚至幾乎確定要準備與莫斯科火車頭簽約，當時巴卡希望莫斯科火車頭與他簽約後，不要再與厄瓜多前鋒凱塞多簽約，後來巴卡沒有轉會到莫斯科火車頭與切沃。

### 布魯日
2012年1月17日，布魯日以3年150萬歐元的條件，與巴卡簽下合同，這讓巴卡獲得能實現夢想的機會。巴卡在布魯日首次上場是在2012年1月22日對皇家梅赫倫，第68分鐘替補拉斐羅夫上場，但該場布魯日以0-1落敗。在加盟之後三個月，巴卡努力成為球隊的一軍球員，在季後賽時，巴卡終於擠進先發名單。巴卡在比甲的第一顆進球是在2012年4月16日於主場對KAA根特時，該球是制勝的一球，助布魯日以1-0獲勝。在該季最後一場對科爾特里克時，巴卡連續踢進2球，助布魯日以3-2獲勝，並讓布魯日獲得2012–13年歐洲冠軍聯賽外圍賽第三圈參加資格。
2012–13比甲賽季期間，巴卡受到新總教練莱肯斯的信任，在球隊主力阿克帕拉離隊後，開始經常性的出賽。2013年1月，在聯賽踢進第18顆球後，巴卡宣佈他想離開布魯日，轉到其他球會去，這讓許多歐洲球隊有興趣與巴卡聯繫。然而在兩星期後，布魯日提出新合同與巴卡簽約，至2016年止。2012–13比甲賽季結束後，巴卡不只是球會的神射手，也是聯盟的神射手，這讓巴卡被提名為該季比利時年度最佳球員。6天後，巴卡獲得比利時年度最佳球員獎項，之後在Twitter上，巴卡表示感謝家人、朋友、球會、以及國家的支持。
在比甲期間，巴卡共出賽45場，入球28球。

### 塞維亞
2013年7月9日，塞維亞宣佈以5年700萬歐元，附帶3,000萬歐元買斷條款，與巴卡簽下合同。
在2013年7月26日歐美洲際盃與SC巴塞罗那比賽期間，巴卡踢進在塞維亞的第一球，終場塞維亞就以3-1擊敗SC巴塞罗那。在同年8月1日2013–14歐足協歐洲聯賽外圍賽第三圈在主場對馬拿度斯時，巴卡踢進在歐洲大型賽事的第一球，終場塞維亞就以3-0擊敗馬拿度斯。巴卡於2013年8月18日在西甲初次登場，但在場上無進球，終場塞維亞以1-3在主場遭馬德里競技擊敗。9月25日對巴列卡诺時，巴卡踢進在西甲的第一顆球，並在場上共踢進兩球，終場塞維亞就以4-1擊敗巴列卡诺。
2014年3月26在塞維亞主場對當時戰積第一的皇家馬德里時，巴卡奇蹟似地連續踢進兩顆球，終場巴卡幫助塞維亞以2-1擊敗皇家馬德里。在2013–14歐足協歐洲聯賽半準決賽次回合對波爾圖時，巴卡踢進該場第三顆球，終場塞維亞以4-1獲勝，並讓塞維亞以4-2晉級準決賽。在準決賽首回合對瓦倫西亞時，巴卡踢進一顆球，終場塞維亞在主場以2-0獲勝，並讓塞維亞以作客入球制3-3晉級決賽。在決賽對決本菲卡時，巴卡在PK大戰踢進一球，協助塞維亞以4-2擊敗本菲卡，奪得該屆歐洲聯賽冠軍。在西甲該季西班牙最佳球員得獎名單上，巴卡被提名為最佳美洲球員得獎名單之ㄧ，之後並ㄧ舉獲得該獎項，在同是競爭者的迪马里亚與內馬爾中勝出。
2014年9月30日，巴卡與塞維亞延長合同至2018年。在2014–15年歐霸盃期間，巴卡總共踢進7顆球，其中2顆是在決賽對第聶伯羅踢進的，最後巴卡協助塞維亞蟬聯冠軍，以及獲得2015–16年歐洲冠軍聯賽參賽資格，賽後巴卡以入球7球，在該屆射手榜與伊瓜因排行第三。

### AC米蘭
2015年7月2日，在巴卡通過球會體測後，AC米蘭宣佈以約2,200萬英鎊簽下巴卡。

## 國家隊
巴卡首次代表國家隊上場及進球是在2010年8月11日，在玻利維亞主場迎戰玻利維亞，該場比賽最後是1-1踢和。巴卡在國家隊的第二顆進球是在2012年10月17日，於友誼賽對喀麥隆，該場比賽最後是哥倫比亞以3-0獲勝。
2014年5月31日，在對上塞內加爾時，巴卡在第44分鐘踢進1球，該場比賽最後是2-2踢和。幾周後，巴卡確定成為2014年世界盃哥倫比亞23人出賽名單內。在世界盃期間，巴卡只有在8強戰對巴西時於第70分鐘替補上場，該場比賽哥倫比亞最後以1-2不敵地主隊巴西，止步於八強。
2014年10月10日，哥倫比亞於美國紐澤西紅牛競技場，友誼賽對薩爾瓦多時，巴卡連續踢進兩球，助哥倫比亞以3-0獲勝。
2015年5月，巴卡確認進入2015年美洲盃足球賽哥倫比亞23人參賽名單內，在6月17日小組賽以1-0擊敗巴西後，由於巴西前鋒內馬爾在賽後用球踢向隊友阿爾梅羅，巴卡氣憤不過向內馬爾推了一下，結果內馬爾與巴卡雙雙被判紅牌，事後巴卡因此被禁賽2場，內馬爾則被禁賽4場。

## 比赛风格
巴卡是一名快速、强大、技术娴熟且坚定的前锋，具备出色的跑动、专注力和进球视野。作为一名前锋，他以速度、力量、侵略性和射门准确性而闻名，同时也有稳健的第一脚触球。他是一名多产的射手，以在球门前的沉着表现而闻名，同时也以他的速度、技术和盘球能力而闻名，这使他能够击败对手或在禁区内为自己创造空间；他还以运用花活和假动作闻名，比如“rabona”，这让他打进了一些壮丽的进球。他在空中也很有威胁，头球和脚法都非常出色。
在塞维利亚时，由于主教练乌奈·埃梅里的指导，巴卡改变了他的比赛风格，提高了他的心态、工作态度和防守能力。他还经常在更深的区域上场，这使他能够下拉到中场参与进攻建设，并与队友进行串联。这种新角色也使他有更多机会从更深的位置找到空间，摆脱防守球员，在禁区内制造进攻机会，从而在离球门较远的位置保持了稳定的进球记录。
然而，在米兰，巴卡有时与他的主教练文森佐·蒙特拉的关系较为紧张，他在更高级别的进攻角色中效力，作为一名中锋，这是由于他在防守和创造方面的贡献较低，以及他在禁区外无球跑动的局限性。尽管媒体对巴卡的进球记录、进攻跑动能力以及在俱乐部的上场时间内的进球率给予了赞扬，但他也因一些比赛表现的整体质量受到批评，尽管他的进球和射门能力出色。对巴卡的频繁批评包括他主要在禁区中央活动，不参与进攻，不尝试为自己创造机会；这反过来导致在米兰难以创造机会时，他与球队的整体比赛孤立。巴卡的位置感、进球能力、在禁区内的机会主义，以及与最后一名防守球员配合以及吹越位的倾向，以及他在无球情况下的有限的工作率，都与前米兰前锋菲利波·因扎吉有所类似。

## 職業生涯數據
更新日期：2015年4月29日
| 球會            | 球季     | 聯賽 | 聯賽 | 足總盃 | 足總盃 | 聯賽盃 | 聯賽盃 | 其他 | 其他 | 總數 | 總數 |
| 球會            | 球季     | 出場 | 入球 | 出場   | 入球   | 出場   | 入球   | 出場 | 入球 | 出場 | 入球 |
| --------------- | -------- | ---- | ---- | ------ | ------ | ------ | ------ | ---- | ---- | ---- | ---- |
| 巴蘭基拿 (外借) | 2006     | 27   | 12   | -      | -      | -      | -      | -    | -    | 27   | 12   |
| 明拿雲(外借)    | 2007     | 29   | 12   | -      | -      | -      | -      | -    | -    | 29   | 12   |
| 巴蘭基拿 (外借) | 2008     | 19   | 14   | -      | -      | -      | -      | -    | -    | 19   | 14   |
| 巴蘭基拿 (外借) | 總和     | 75   | 38   | -      | -      | -      | -      | -    | -    | 75   | 38   |
| 巴蘭基亞青年    | 2009     | 29   | 12   | 12     | 11     | -      | -      | -    | -    | 41   | 23   |
| 巴蘭基亞青年    | 2010     | 32   | 18   | -      | -      | 2      | 0      | -    | -    | 34   | 18   |
| 巴蘭基亞青年    | 2011     | 36   | 20   | 11     | 8      | 8      | 4      | -    | -    | 55   | 32   |
| 巴蘭基亞青年    | 總和     | 97   | 50   | 23     | 19     | 10     | 4      | -    | -    | 130  | 73   |
| 球會            | 球季     | 聯賽 | 聯賽 | 足總盃 | 足總盃 | 聯賽盃 | 聯賽盃 | 其他 | 其他 | 總數 | 總數 |
| 球會            | 球季     | 出場 | 入球 | 出場   | 入球   | 出場   | 入球   | 出場 | 入球 | 出場 | 入球 |
| 布魯日          | 2011–12  | 10   | 3    | -      | -      | -      | -      | -    | -    | 10   | 3    |
| 布魯日          | 2012–13  | 35   | 25   | 2      | 0      | 7      | 3      | -    | -    | 44   | 28   |
| 布魯日          | 總和     | 45   | 28   | 2      | 0      | 7      | 3      | -    | -    | 54   | 31   |
| 球會            | 球季     | 聯賽 | 聯賽 | 足總盃 | 足總盃 | 聯賽盃 | 聯賽盃 | 其他 | 其他 | 總數 | 總數 |
| 球會            | 球季     | 出場 | 入球 | 出場   | 入球   | 出場   | 入球   | 出場 | 入球 | 出場 | 入球 |
| 塞維亞          | 2013-14  | 35   | 14   | 1      | 0      | 16     | 7      | 0    | 0    | 53   | 21   |
| 塞維亞          | 2014-15  | 36   | 20   | 3      | 1      | 15     | 7      | 1    | 0    | 55   | 28   |
| 塞維亞          | 總和     | 71   | 34   | 4      | 1      | 31     | 14     | 1    | 0    | 106  | 49   |
| 球會            | 球季     | 聯賽 | 聯賽 | 足總盃 | 足總盃 | 聯賽盃 | 聯賽盃 | 其他 | 其他 | 總數 | 總數 |
| 球會            | 球季     | 出場 | 入球 | 出場   | 入球   | 出場   | 入球   | 出場 | 入球 | 出場 | 入球 |
| AC米蘭          | 2015-16  | 0    | 0    | 0      | 0      | 0      | 0      | 0    | 0    | 0    | 0    |
| AC米蘭          | 總和     | 0    | 0    | 0      | 0      | 0      | 0      | 0    | 0    | 0    | 0    |
| 生涯總和        | 生涯總和 | 282  | 151  | 29     | 20     | 48     | 21     | 1    | 0    | 365  | 191  |

## 國際賽進球
更新日期：2015年3月26日
| 日期           | 地點           | 對手     | 得分 | 賽果 | 賽事   |
| -------------- | -------------- | -------- | ---- | ---- | ------ |
| 2010年8月11日  | 拉巴斯         | 玻利维亚 | 1    | 1-0  | 友誼賽 |
| 2012年10月17日 | 巴蘭基亞       | 喀麦隆   | 1    | 3-0  | 友誼賽 |
| 2014年5月31日  | 布宜諾斯艾利斯 | 塞内加尔 | 1    | 2-2  | 友誼賽 |
| 2014年10月10日 | 哈利森         | 薩爾瓦多 | 2    | 3-0  | 友誼賽 |
| 2014年11月14日 | 倫敦           | 美国     | 1    | 2-1  | 友誼賽 |
| 2015年3月26日  | 里法           | 巴林     | 1    | 6-0  | 友誼賽 |

## 榮譽

### 球會
巴蘭基亞青年
- 哥倫比亞足球甲級聯賽冠軍(2)：2010–I、2011–II[62]

塞維亞
- 欧足联欧洲联赛冠軍(2)：2013–14、2014–15[25]

比利亞雷阿爾
- 欧足联欧洲联赛冠軍：2020–21

### 個人
- 西班牙最佳南美球員：2013–14[64]
- 比利時足球甲級聯賽神射手：2012–13（英语：Belgian First Division top scorers）[13]
- 比利時足球甲級聯賽最佳球員：2012–13（英语：Belgian professional football awards）[15]
- 欧足联欧洲联赛最佳陣容：2014–15[65]